# Азартні ігри в Азербайджані
Азартні ігри в Азербайджані є частково дозволеними. Заборонено роботу наземних казино, діяльність онлайн-казино дозволена.

## Історія
Незважаючи на мусульманські традиції, Азербайджан раніше дуже ліберально ставився до грального бізнесу. До середини 1990-х у Баку працювало 10 наземних казино. 1997 року тодішній президент Гейдар Алієв запровадив повну заборону азартних ігор у країні. Це сталося після того, як його син Ільхам взяв у турецького магната борг на 6 млн $ для виплати боргів за казино. Всі наземні казино країни було негайно закрито, а відповідні зміни до законодавства було прийнято 1998 року. Єдиним винятком із заборони залишилися державні ігри в бінго та лотереї.
2003 року, після приходу до влади Ільхама Алієва, заборону було дещо послаблено. 2011 року було легалізовано ставки на спорт, з того часу ця галузь приносить мільйони доларів прибутку, які використовуються на фінансування державних спортивних ініціатив. Ігри в казино залишаються незаконними.
Незважаючи на те, що онлайнові ставки на спорт є законними, в Азербайджані відсутнє регулювання онлайн-казино. При цьому, згідно розпорядження Уряду Азербайджану, в країні ведеться суворий контроль за діяльністю букмекерських компаній.
За дозвіл на участь в азартних іграх для неповнолітніх гравців, для організаторів передбачено великі штрафи. Якщо організатор ставок допускається кількох порушень законодавства, його ліцензія на надання таких послуг анулюється.
Сайт з азартними іграми мають отримувати ліцензію для роботи в Азербайджані. Компанії мають взяти на роботу довірених осіб з державних компаній, що надає державі високий рівень контролю над діяльністю оператора онлайн-ігор.